# Castello di Minowa
Il castello di Minowa (箕輪城?, Minowa-jō) era un castello giapponese situato a Takasaki, nella prefettura di Gunma, Giappone. Oggi ne rimangono solo le rovine, le quali costituiscono uno dei siti archeologici più grandi di Gunma.

## Storia
Il castello di Minowa venne edificato nel 1512 per volontà di Nagano Narimasa del clan Nagano (seguaci del clan Uesugi), fuori Nagano nella provincia di Kozuke. Nel 1566 il castello, comandato da Nagano Narimori (signore del castello dalla morte del padre Narimasa, avvenuta nel 1561) e da Kamiizumi Nobutsuna, fu assediato dal clan Takeda, guidato da Takeda Shingen, dando inizio a quello che divenne noto come l'assedio di Minowa.
L'assedio si concluse con la vittoria del clan Takeda e la morte di Narimori, mentre Kamiizumi Nobutsuna riuscì a mantenere la difesa di una piccola area del castello. Questo perseveranza colpì Takeda Shingen che cercò di convincere inutilmente Nobutsuna a passare dalla sua parte.
Conclusosi l'assedio, il castello passò nelle mani del clan Takeda, del clan Oda e del clan Hōjō.
Nel 1590, Ii Naomasa, del clan Ii, ne divenne il signore. Egli tenne il castello per otto anni, prima di abbandonarlo in favore del castello di Takasaki.
Rimangono come vestigia del castello le mura di pietra, i terrapieni ed i fossati. Le rovine costituiscono uno dei siti archeologici più grandi della prefettura di Gunma.